# Talmud de Jérusalem
Le Talmud de Jérusalem (hébreu : תלמוד ירושלמי Talmoud Yeroushalmi) est une somme de commentaires et discussions rabbiniques sur la Mishna, depuis le IIe siècle jusqu’au Ve siècle. Contrairement à ce que son nom laisse entendre, il n’est pas rédigé à Jérusalem, fermée aux Juifs après les guerres et révoltes contre l’Empire romain, mais dans les académies talmudiques de la terre d'Israël qui se trouvent pour la plupart en Galilée, d’où les appellations alternatives de Talmud d’Eretz Israël ou Talmud d’Israël.

## Spécificité
Le but du Talmud de Jérusalem est de rassembler les enseignements dispensés dans les académies et autres cercles d’étude sur la Mishna, première cristallisation de la Torah orale, tradition orale rabbinique, compilée au IIe siècle. Outre les préceptes des docteurs de la Mishna, le Talmud de Jérusalem se fonde principalement sur leur commentaire par Yohanan bar Nappaha et Shimon ben Lakish, lequel est ensuite discuté par leurs disciples et les disciples de ceux-ci au cours de plusieurs générations. 
Tout au long de cette tâche, les rabbins opérèrent dans la clandestinité, au vu des décrets de l’empereur Hadrien interdisant l’étude des textes juifs à la suite de la révolte de Bar Kokhba. Devenus « byzantins » en se christianisant depuis la conversion de Constantin Ier en 313, les Romains sont doublement hostiles à ces enseignements qui ne reconnaissent ni la souveraineté politique impériale, ni la religion chrétienne adoptée par l’empire. La persécution des Juifs se durcit encore sous le règne de Théodose II, qui fait démolir nombre de synagogues et académies. À la suite de ces pressions, les derniers grands savants de Syrie-Palestine, Rav Mana et Rav Yossi rédigèrent le Talmud de Jérusalem vers l'an 400 de l'ère chrétienne.
Écrit dans un mélange d’hébreu et de judéo-araméen occidental, le Talmud de Jérusalem couvre l’ensemble des traités de la Mishna, contrairement au Talmud de Babylone élaboré deux siècles plus tard. Compte tenu des circonstances historiques, il est plus concis, moins approfondi et moins édité que son équivalent babylonien (voire pas édité du tout, si la version « hiérosolymitaine » connue est celle de l’académie de Tsippori, dont les docteurs auraient fui vers l’est à la suite des répressions romaines). Les traités de l’ordre Neziqin présentent d’importantes différences de forme et de style par rapport aux autres traités, ce qui laisse penser qu’ils sont le fruit d’une composition plus ancienne (50 ans avant le reste du Talmud). 
En raison de la compétition d’influence entre les académies « babyloniennes » et « galiléennes » au cours de la période des Gueonim, qui se solde à l’avantage des « babyloniens », le Talmud de Jérusalem est délaissé à mesure que celui de Babylone est érigé en norme. La négligence dont il fait l’objet entraîne la perte de nombreuses portions de ce Talmud, y compris l’intégralité de l’ordre Kodashim. Son étude, confinée au milieu judéo-grec, demeure confidentielle jusqu’à l’ère contemporaine où elle est encouragée et promue par la rédaction de nouveaux commentaires appelés à faciliter la compréhension de ce texte ardu, et d’autant plus sibyllin qu’il reste fragmentaire et n’a pas fait l’objet d’un commentaire équivalent à celui de Rachi.

### Texte
- en hébreu Texte intégral du Talmud de Jérusalem, mechon-mamre.org
- traduction française : Le Talmud de Jérusalem, trad. Moïse Schwab, 1871-1890, rééd. 2010. 
  - Vol. 1 : Traité des Berakhoth. - Vol. 2 : Traités Péa, Demei, Kilaim, Schebiith. - Vol. 3 : Traités Troumoth, Maasseroth, Maasser shéni, Halla, Orla, Biccurim. - Vol. 4 : Traités Schabbath et 'Eroubin. - Vol. 5 : Traités Pesahim, Yôma et Scheqalim. - Vol. 6 : Traités Soucca, Rosch ha-schana, Taanith, Meghilla, Haghiga, Moëd qaton. - Vol. 7 : Traités Yehamoth et Sota. - Vol. 8 : Traités Kethouboth, Nedarim, Guittin. - Vol. 9 : Traités Guitin (fin), Nazir, Qiddouschin. - Vol. 10 : Traités Baba Qamma, Baba Mecia' Baba Bathra, Sanhédrin (I-VI) - Vol. 11 : Traités Sanhédrin (fin), Makkoth, Schebouoth, Aboda, Zara, Horaïoth, Niddah. - Vol. 12 : Introduction et Tables générales.
  - Traité de Berakhoth, etc. jusqu'au Traité Niddah, 4386 p. (12 volumes)
- trad. française : Luigi Chiarini (abbé), Le Talmud de Babylone traduit en langue française et complété par celui de Jérusalem et par d'autres monumens de l'antiquité judai͏̈que [Texte imprimé / par l'abbé L. Chiarini / Leipzig : J.A.G. Weigel , 1831], Ulan Press, 2012, 390 p.

### Études
- Abraham Cohen, Le Talmud. Exposé synthétique du Talmud et de l'enseignement des Rabbins (1932), trad. de l'anglais, Petite bibliothèque Payot, 2002, 649 p.
- David Malki, Le Talmud et ses maîtres, trad. du yiddish, Albin Michel, 1993, 270 p.
- Adin Steinsaltz, Introduction au Talmud, Albin Michel, 2002, 336 p.